# Zmiennik (koszykówka)
Ten artykuł opisuje zagadnienie koszykarskie zgodne z normami FIBA.
Zasady w ligach NBA, NCAA lub innych mogą różnić się od tutaj przedstawionych.
Zmiennik — w koszykówce członek drużyny uprawniony do gry i nieznajdujący się aktualnie na boisku.
Moment, w którym zmiennik zamienia się w zawodnika, a zawodnik w zmiennika jest precyzyjnie określony. Może nastąpić w momencie, gdy sędzia przywoła zmiennika na boisko lub gdy podczas przerwy meczu albo przerwy na żądanie, zmiennik zgłosi zmianę do sekretarza.